# Caféiculture au Nicaragua
La production de café au Nicaragua représente en 2016 environ 2,1 millions de sacs de 60 kilos, soit 1,5% de la production mondiale de café, ce qui fait du Nicaragua le 12e plus grand producteur du monde devant ou derrière l'Ouganda .

## Conditions géographiques
Le Nicaragua est dotée d'un climat propice pour les plantations de café, qui est cultivé jusqu'à une altitude de 1400 mètres, les plus grands domaines étant perchés à environ 900 mètres, car il bénéficie d'une grande diversité climatique et biologique due aux différentes altitudes et aux diverses expositions selon les versants de ces reliefs. Cependant, une bonne partie du café au Nicaragua est récoltée à des altitudes inférieures à 800 mètres, le café des «basses terres», dont la qualité n'est pas très compétitive. 

## Histoire
L'histoire de la caféiculture au Nicaragua commence avec la période coloniale, mais bien après les pays voisins comme le Costa Rica et le Guatemala. Dès le début des années 1850, les passagers traversant le Nicaragua en route vers la Californie, dans le cadre de la Ruée vers l'or, ont reçu de grandes quantités de café nicaraguayen. Le Projet de canal du Nicaragua émerge à ce moment-là, en 1849 et il vise aussi au transport du café et pas seulement des voyageurs.
Le gouvernement du Nicaragua a ensuite encouragé la création de plantations de café par les lois de 1879 et 1889 et accordé à cette occasion 5 cents pour chaque trio de caféiers plantés à partir d'un verger de 500 caféiers. De vastes zones de l'ouest du Nicaragua ont été défrichées et plantées de caféiers. La caféiculture a dès cette période joué un très grand rôle important dans la croissance du pays.
La récolte de 1891 s'élève à plus de 11 000 000 livres sur 76 000 acres de terres utilisées, chaque acre produisant 1102 livres sterling. La filière d'exportation vers le Pacifique bénéficie du chemin de fer nicaraguayen de Grenade à Corinto, dont la construction par le capitaine Bedford Pim (1826 – 1886), de la Royal Navy, partisan du Projet de canal du Nicaragua, a duré plus de 18 ans, entre 1863 et 1880. L'exportation vers l'océan Atlantique passe par les navires à vapeur du Lac Nicaragua et sur la rivière San Juan. La majorité du café nicaraguayen est exportée vers l'Europe, où il est rémunéré par un prix plus élevé, tandis que le fret vers les États-Unis est plus coûteux. Les premières coopératives caféières nicaraguayennes voient le jour en 1900. Selon le consul des États-Unis, la culture du café du Nicaragua produit en 1900 environ 150 000 sacs de café, contre 75 000 l'année précédente; Les droits d'exportation du café s'élevaient à environ 300 000 $. L'exportation de café en 1900 par les ports d' El Castillo , Bluefields et San Juan del Norte était de 1 464 tonnes, pour une valeur de 295 348 dollars américains.
Au Nicaragua, les colons allemands se sont installés à Matagalpa, Estelí et Jinotega où subsistent de nombreux les Nicaraguayens d'origine allemande.